# Aloe duckeri
Aloe duckeri là một loài thực vật có hoa trong họ Măng tây. Loài này được Christian mô tả khoa học đầu tiên năm 1940.